# サクラサク (林原めぐみの曲)
「サクラサク」は、林原めぐみの24枚目のシングル。2000年5月24日にスターチャイルドから発売された（KICA-506）。

## 概要
- 前作「ブースカ!ブースカ!!」から約5ヶ月ぶりのリリースであり、2000年1枚目のシングル。なお、今作から12cmCD規格が採用され、今作以降の林原のシングル作品（次作「unsteady」除く）は全て12cmとなった。
- 表題曲、カップリング曲共にテレビアニメ『ラブひな』の主題歌として使用された。また、両曲ともに手がけた岡崎律子自身も、アルバム『ラブひな OKAZAKI COLLECTION』にてセルフカバーしている。
- 初回限定版には、うのまこと原画によるピクチャーレーベル仕様となっている。

## 記録
- 累計売上枚数は10万枚を突破し、林原めぐみ名義でのシングル作品のトップ10入りは今作で通算10作目となった。これは、声優歌手としては史上初であった。
- メーカーによる出荷売上では発売2週間で20万枚を記録している[3]。
- 2003年10月度、ゴールドディスクに認定されている[1]。

## 楽曲解説
サクラサク
林原はこの曲を歌うに当たって「とにかくテンポが速くて大変だった」と語っている。
堀江由衣（成瀬川なる役）がカバーしたバージョンが存在し、堀江由衣キャラクターソングベストアルバム『ほっ?』に収録された。

## 収録曲
（全作詞・作曲：岡崎律子、編曲：十川知司）
1. サクラサク [3:13]
  - テレビアニメ『ラブひな』オープニングテーマ
2. 君さえいれば [4:12]
  - テレビアニメ『ラブひな』エンディングテーマ
3. サクラサク（OFF VOCAL VERSION） [3:13]
4. 君さえいれば（OFF VOCAL VERSION） [4:11]

## 収録アルバム
| 曲名         | 収録アルバム                                      | 発売日         | 規格品番          | 備考                    |
| ------------ | ------------------------------------------------- | -------------- | ----------------- | ----------------------- |
| サクラサク   | 『ラブひな オリジナルサウンドファイル』           | 2000年9月21日  | KICA-523〜524     | ON AIR SIZEとして収録。 |
| サクラサク   | 『ひなたガールズソングベスト 〜ラブひな〜』       | 2001年3月16日  | KICA-533          |                         |
| サクラサク   | 『feel well』                                     | 2002年6月26日  | KICS-955          |                         |
| サクラサク   | 『スタまにシリーズ●ラブひな』                     | 2005年11月23日 | KICA-730          |                         |
| サクラサク   | 『VINTAGE White』                                 | 2011年6月11日  | KICS-91670〜91671 |                         |
| サクラサク   | 『ラブひな Blu-ray BOX ENDLESS♥ Case03 - DiscSP』 | 2013年5月13日  | KIZX-90095        |                         |
| サクラサク   | 『with you』                                      | 2017年5月3日   | KICS-93489〜93490 |                         |
| サクラサク   | 『VINTAGE DENIM』                                 | 2021年3月30日  | KICS-3980〜3982   |                         |
| 君さえいれば | 『ラブひな オリジナルサウンドファイル』           | 2000年9月21日  | KICA-523〜524     | ON AIR SIZEとして収録。 |
| 君さえいれば | 『ひなたガールズソングベスト 〜ラブひな〜』       | 2001年3月16日  | KICA-533          |                         |
| 君さえいれば | 『center color』                                  | 2004年1月7日   | KICS-1070         |                         |
| 君さえいれば | 『スタまにシリーズ●ラブひな』                     | 2005年11月23日 | KICA-730          |                         |
| 君さえいれば | 『ラブひな Blu-ray BOX ENDLESS♥ Case03 - DiscSP』 | 2013年5月13日  | KIZX-90095        |                         |
| 君さえいれば | 『with you』                                      | 2017年5月3日   | KICS-93489〜93490 |                         |

## カバー
| 曲名       | アーティスト | 収録アルバム                                          | 発売日         | 規格品番   |
| ---------- | ------------ | ----------------------------------------------------- | -------------- | ---------- |
| サクラサク | 岡崎律子     | 『ラブひな OKAZAKI COLLECTION』                       | 2001年12月16日 | KICA-563   |
| サクラサク | 堀江由衣     | 『ほっ?』                                             | 2003年3月26日  | KICA-599   |
| サクラサク | 下川みくに   | 『Remember 〜下川みくに青春アニソンハウスアルバム〜』 | 2006年3月15日  | PCCA-02180 |
| サクラサク | Lyrical Lily | 『D4DJ Groovy Mix カバートラックス vol.4』            | 2022年4月27日  | BRMM-10518 |

## ライブ映像作品
サクラサク
『feel well』（初回限定盤特典DVD）
『KING SUPER LIVE 2018』